# Emil Andres
Emil Andres (* 22. Juli 1911 in Tinley Park, Illinois; † 20. Juli 1999 in South Holland, Illinois) war ein US-amerikanischer Autorennfahrer.

## Karriere
Andres Karriere erstreckte sich über die 1930er und 1940er Jahre, in denen er hauptsächlich in Midget-Car-Rennen fuhr, aber auch regelmäßig bei den 500 Meilen von Indianapolis am Start stand. Sein bestes Ergebnis war ein vierter Platz 1946. Nach seiner Karriere kümmerte er sich um die Indy 500 Oldtimer Association, deren Ehrenpräsident er war. Seit 1968 war er ein Offizieller des USAC und betrieb nebenher eine Farm.

## Statistik

### Indy-500-Ergebnisse
| Jahr | Startnr. | Start | Qual (km/h) | Ergebnis | Runden | Führung | Ausfall                                  |
| ---- | -------- | ----- | ----------- | -------- | ------ | ------- | ---------------------------------------- |
| 1935 | 52       | DNQ   |             |          |        |         |                                          |
| 1935 | 56       | DNQ   |             |          |        |         |                                          |
| 1936 | 56       | DNQ   |             |          |        |         |                                          |
| 1936 | 19       | 33    | 179,345     | 183      | 50     | 0       | Übergabe an Snyder                       |
| 1937 | 46       | DNQ   |             |          |        |         |                                          |
| 1937 | 48       | DNQ   |             |          |        |         |                                          |
| 1937 | 42       |       |             | 173      | 80     | 0       | fuhr den Wagen von Miller von Rd. 79-158 |
| 1938 | 42       | 28    | 188,470     | 29       | 45     | 0       | Unfall                                   |
| 1939 | 44       | 21    | 195,051     | 30       | 22     | 0       | Motor                                    |
| 1940 | 25       | 22    | 197,867     | 12       | 192    | 0       |                                          |
| 1941 | 19       | 15    | 196,741     | 30       | 5      | 0       | Unfall                                   |
| 1946 | 18       | 11    | 194,922     | 4        | 200    | 0       |                                          |
| 1947 | 3        | 30    | 187,922     | 13       | 150    | 0       |                                          |
| 1948 | 8        | 16    | 198,817     | 31       | 11     | 0       | Lenkung                                  |
| 1949 | 9        | 32    | 202,824     | 92       | 18     | 0       | Übergabe an Brown                        |
| 1950 | 99       | DNQ   |             |          |        |         |                                          |

| Legende  | Legende            | Legende                                                          |
| Farbe    | Abkürzung          | Bedeutung                                                        |
| -------- | ------------------ | ---------------------------------------------------------------- |
| Gold     | –                  | Sieg                                                             |
| Silber   | –                  | 2. Platz                                                         |
| Bronze   | –                  | 3. Platz                                                         |
| Grün     | –                  | Platzierung in den Punkten                                       |
| Blau     | –                  | Klassifiziert außerhalb der Punkteränge                          |
| Violett  | DNF                | Rennen nicht beendet (did not finish)                            |
| Violett  | NC                 | nicht klassifiziert (not classified)                             |
| Rot      | DNQ                | nicht qualifiziert (did not qualify)                             |
| Rot      | DNPQ               | in Vorqualifikation gescheitert (did not pre-qualify)            |
| Schwarz  | DSQ                | disqualifiziert (disqualified)                                   |
| Weiß     | DNS                | nicht am Start (did not start)                                   |
| Weiß     | WD                 | zurückgezogen (withdrawn)                                        |
| Hellblau | PO                 | nur am Training teilgenommen (practiced only)                    |
| Hellblau | TD                 | Freitags-Testfahrer (test driver)                                |
| ohne     | DNP                | nicht am Training teilgenommen (did not practice)                |
| ohne     | INJ                | verletzt oder krank (injured)                                    |
| ohne     | EX                 | ausgeschlossen (excluded)                                        |
| ohne     | DNA                | nicht erschienen (did not arrive)                                |
| ohne     | C                  | Rennen abgesagt (cancelled)                                      |
| ohne     | keine WM-Teilnahme |                                                                  |
| sonstige | P/fett             | Pole-Position                                                    |
| sonstige | 1/2/3/4/5/6/7/8    | Punktplatzierung im Sprint-/Qualifikationsrennen                 |
| sonstige | SR/kursiv          | Schnellste Rennrunde                                             |
| sonstige | *                  | nicht im Ziel, aufgrund der zurückgelegten Distanz aber gewertet |
| sonstige | ()                 | Streichresultate                                                 |
| sonstige | unterstrichen      | Führender in der Gesamtwertung                                   |